# Think Secret
Think Secret est un site fondé en 1998 et aujourd'hui fermé, spécialisé dans les publications de rumeurs portant sur Apple.
Le nom du site porte sur un détournement du slogan officiel de Apple, Think different.

## Ennuis juridiques
En décembre 2004, Think Secret publia des rumeurs à propos d'un nouveau Macintosh et d'une nouvelle suite bureautique. Après cette publication, Apple poursuivit l'éditeur de Think Secret, Nick Ciarelli, pour violation de secret commercial.
Ces rumeurs furent confirmées le 11 janvier 2005 lors du discours d'ouverture du Macworld à San Francisco, lorsque Steve Jobs annonça officiellement la naissance du Mac mini et de la suite iWork.
Le procès, qui dura trois ans, conduira à la fermeture du site par son auteur le 20 décembre 2007, après qu'un accord ait été trouvé entre Apple et Nick Ciarelli.

## Identité de son éditeur
Avant les soucis juridique du site, l'identité de son éditeur était inconnu en dehors de la communauté du journalisme Macintosh. Il a toujours écrit sous le couvert du pseudonyme Nick dePlume. Des blogueurs de Black Vortex découvrirent plus tard que son vrai nom est Nicholas Ciarelli.